# Liutpert
Liutpert či Liutbert (po roce 680–702) byl králem Langobardů pod vedením regenta Anspranda, vévody z Asti.

## Životopis
Liutpert byl synem a nástupcem langobardského krále Cuniperta. Když v roce 700 po smrti otce nastoupil na langobardský trůn, byl ještě dítě či teenager a tak vládl pod vedením regenta Anspranda, kterého před svou smrtí jmenoval Cunipert. Jen 8 měsíců po svém nástupu na trůn byl Liutpert svržen Raginpertem, vévodou z Turína a synem Godeperta. Raginpert se království zmocnil poté, co porazil Anspranda a Rotharita, vévodu z Bergama.
Po předčasné smrti uzurpátora Raginperta v roce 701 se Liutpertovi podařilo s pomocí svých přívrženců trůn získat zpět, ale brzy byl znovu svržen Raginpertovým synem Aripertem II., který si trůn i království Langobardů nárokoval. Aripert následně v bitvě u Ticina porazil Anspranda a mladého Liutperta vzal do zajetí. Ansprand uprchl a opevnil se na ostrově Commacina na Comském jezeře. Později unikl do exilu bavorského vévody Theudeberta. Mladý Liutpert byl v roce 702 ve vězení ve své lázni zavražděn.